# Il tempo che vorrei
(Dal romanzo)
Il tempo che vorrei è il quinto romanzo di Fabio Volo, pubblicato il 24 novembre 2009 da Mondadori.

## Trama
Lorenzo è nato in una famiglia povera di "quella povertà di chi può fingere di non esserlo" figlio unico di una madre impeccabile e di un padre troppo preso dai conti da far quadrare per essere presente, a 13 anni smette di studiare per andare a lavorare nel bar di famiglia mettendo la sua adolescenza in mano a quelle umiliazioni che chi nasce povero deve sopportare. Lorenzo avanza nella vita a testa bassa, finché non incontra Roberto, che gli insegna l'amore per la lettura e per la musica, facendogli scoprire nuovi mondi e infondendogli quel coraggio che lo porterà a riprendersi il suo tempo cambiando lavoro. Coraggio che si può trovare solo guardandosi intorno, girando gli occhi, uscendo dal guscio: è come se Roberto mettesse un dito sotto il mento di Lorenzo e gli tirasse su la testa mostrandogli tutto quello che si era perso. Ma la vita è strana e così Lorenzo andrà a lavorare per un'agenzia di recupero crediti ritrovandosi davanti a storie estremamente simili alla sua, quando, inaspettatamente, Enrico, un pubblicitario, fiutando il suo innato talento, gli offre un lavoro. È da qui che parte la vera ascesa di Lorenzo, un'ascesa pesante perché soffocata dai sensi di colpa nei confronti di un padre che si sente abbandonato e che lui sente di aver abbandonato: e non importa l'aiuto economico che è in grado di dargli, lui sente di aver voltato le spalle alla sua vita e alla sua famiglia, a volte, anche ai suoi valori. Lorenzo crede di non saper amare e proprio per questa convinzione perde la donna che ha amato di più nella sua vita, "lei che mi ha lasciato e tra un mese e mezzo si sposa", la fa scivolare via riuscendo solo a dire "hai ragione ti capisco". E che rivuole, ora che forse è troppo tardi.
È come se questo romanzo fosse diviso in due parti: c'è il tempo che Lorenzo vorrebbe, legato al rapporto col padre, e c'è un tempo che Lorenzo rivorrebbe, quello con lei, raccontato in pagine piene di "mancanza", piene di un amore che il personaggio non sa chiamare per nome. Volo accarezza delicatamente mille tematiche: quella della povertà e del peso di vederla riflessa negli occhi di chi ti guarda; quella di un rapporto padre-figlio logorato dal non saper dire "ti voglio bene", dal silenzio di chi non sa dire "ti ho scelto anche io"; quella dell'amicizia, vera e profonda che c'è sia per una risata che per una lacrima; quella di una paternità a cui non si è pronti perché per diventare genitori i rancori da figli devono essere cancellati; quella di un amore lasciato andare via tanto in fretta da sentirne ovunque l'odore, il richiamo. E poi, co-protagonista di questo romanzo è senza dubbio il tempo che toglie, che dà, che sfugge, che non basta, che sembra vuoto, che è ingestibile, che vorremmo e che rivorremmo.

## Curiosità
- Il libro presenta vari "mini-capitoli"[1] di una sola pagina, cosa inedita per i libri di Fabio Volo.

## Edizioni
- Fabio Volo, Il tempo che vorrei, Arnoldo Mondadori Editore, 2009,  p. 294, ISBN 978-88-6621-003-0.